# عملیات طوفان-۳۳۳
عملیات طوفان-۳۳۳ (روسی: Шторм-۳۳۳) عملیاتی پنهانی بود که در ۲۷ دسامبر ۱۹۷۹ انجام شد و در آن، نیروهای ویژه اتحاد جماهیر شوروی سوسیالیستی به قصر تاج بیگ افغانستان حمله کرده و حفیظ‌الله امین رئیس‌جمهور افغانستان را ترور کردند. قصر تاج بیگ توسط اردوی ملی افغانستان محافظت می‌شد. در این نبرد، نیروهای مسلح افغانستان تلفات زیادی را متحمل شدند. ۳۰ محافظ افغان قصر کشته و ۱۵۰ نفر دستگیر شدند. پسر حفیظ‌الله امین بر اثر جراحات ناشی از برخورد ترکش کشته شد. مجموعاً ۱۷۰۰ سرباز افغان تسلیم نیروهای شوروی شده و زندانی شدند. حکومت شوروی ببرک کارمل را به عنوان جانشین امین بر سر جای نشاند.
چند ساختمان دولتی دیگر از جمله ساختمان وزارت کشور، خاد و ساختمان وزارت دفاع (قصر دارالامان) در حین عملیات تسخیر شد. کهنه‌سربازان گروه آلفا از این عملیات به عنوان یکی از موفق‌ترین عملیات‌های تاریخ این گروه نام می‌برند. مدارک از طبقه‌بندی خارج شده روس نشان می‌دهد که حکومت شوروی باور داشت که امین ارتباطات پنهانی با سفارت آمریکا داشته و احتمالاً مأمور آمریکا بود. با این وجود، این فرضیه بعداً رد شد.

## پیشینه
جمهوری دموکراتیک افغانستان در ابتدا توسط نورمحمد تره‌کی اداره می‌شد که حامی اتحاد جماهیر شوروی بود که به روابط صمیمی میان افغانستان و شوروی منجر شد. در سپتامبر ۱۹۷۹، تره‌کی به دلیل درگیری‌های درون‌حزبی توسط حفیظ‌الله امین برکنار شد. پس از این اتفاق و مرگ مشکوک تره‌کی (مشکوک به ترور به دستور امین)، روابط میان شوروی و افغانستان تیره شد؛ تا دسامبر رهبری شوروی با ببرک کارمل اتحاد برقرار کرده بود. اتحاد جماهیر شوروی برنامه خود را برای مداخله در افغانستان در ۱۲ دسامبر سال ۱۹۷۹ اعلام کرد، و رهبری شوروی عملیات طوفان-۳۳۳ (مرحله اول مداخله) را در ۲۷ دسامبر سال ۱۹۷۹ آغاز کرد.

## نیروهای شوروی
طوفان-۳۳۳ بخشی از عملیات بزرگتر بایکال-۷۹ با هدف تسخیر و کنترل حدود ۲۰ مقر مهم داخل و اطراف کابل بود، که شامل مراکز مهم نظامی، مخابراتی و زندان‌ها می‌شد.
هسته اصلی تیم عملیات طوفان-۳۳۳ شامل ۲۵ نفر از واحدهای Гром (گروم - "تندر") از گروه آلفا، و ۳۰ اپراتور از یک گروه ویژه کاگ‌ب (Зенит - "زنیت")، که بعداً به نام ویپمل شناخته شد بود. همچنین ۸۷ سرباز یک گروهان از هنگ ۳۴۵ مستقل گارد هوابرد و ۵۲۰ نفر از دسته مستقل ۱۵۴ نیروهای ویژه وزارت دفاع اتحاد جماهیر شوروی معروف به «گردان مسلمان» (به دلیل اینکه فقط شامل سربازان جمهوری‌های جنوبی اتحاد جماهیر شوروی بود) در عملیات شرکت داشتند. این گردان مسلح موتوری در اوایل سال ۱۹۷۹ به درخواست خاص رئیس‌جمهوری افغانستان برای محافظت از محل اقامت خود، در اتحاد جماهیر شوروی شکل گرفت، زیرا او نمی‌توانست به سربازان افغان اعتماد کند. به این نیروهای پشتیبانی زره یا کلاه‌خود داده نشده بود، اما یکی از آنها به یاد می‌آورد که یک خشاب که داخل لباس او بود، او را از یک گلوله مسلسل دستی محافظت کرد.

## حمله به قصر و مرگ امین

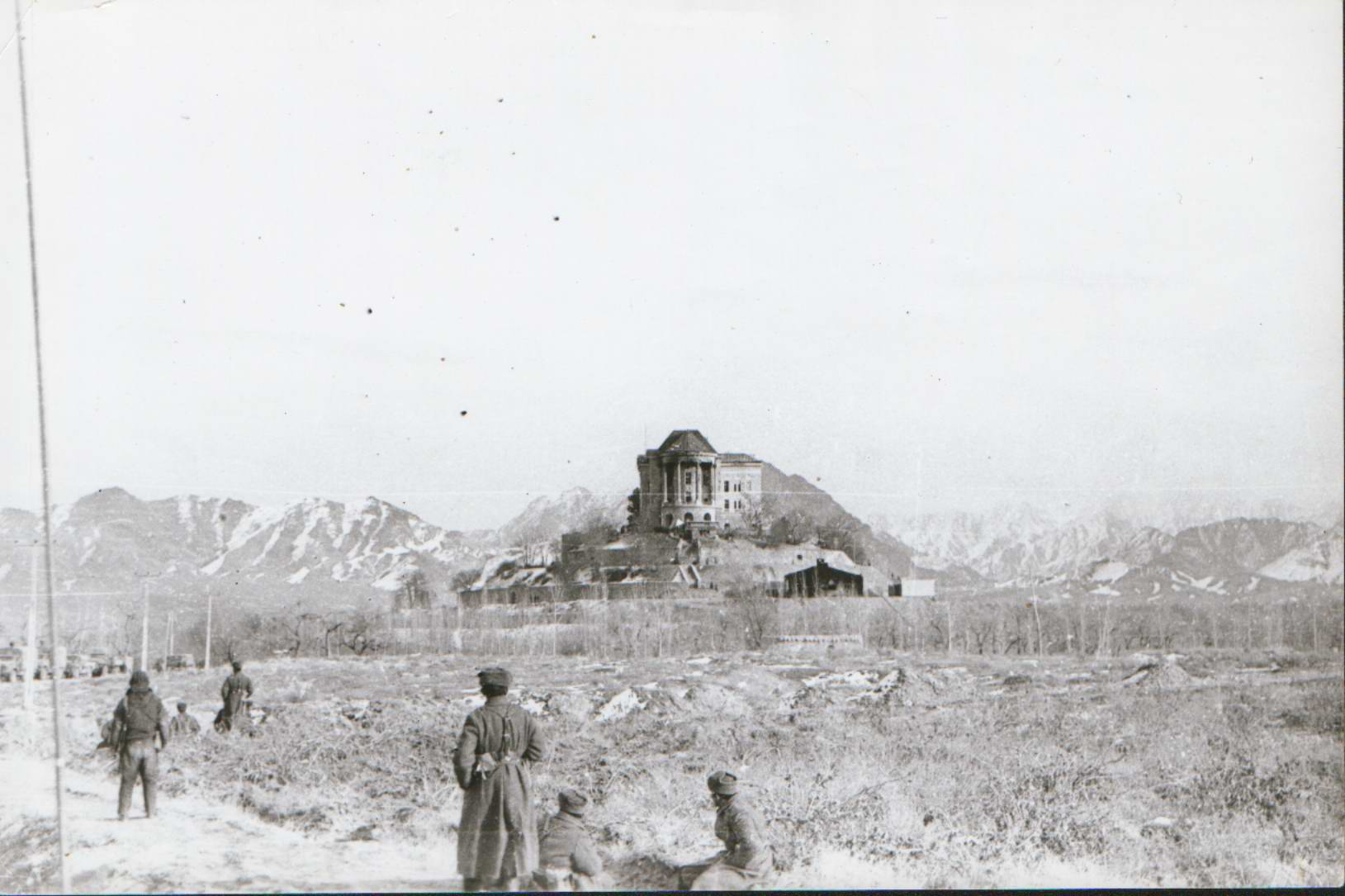
عکس گرفته شده توسط یک مقام شوروی از قصر تاج‌بیگ پس از عملیات

حمله به قصر تاج بیگ، جایی که امین به پیشنهاد مشاوران امنیتی کاگ‌ب با خانواده خود در آنجا اقامت داشت، حدود ساعت ۷ بعد از ظهر ۲۷ دسامبر ۱۹۷۹ انجام شد. قصر تاج بیگ توسط اردوی ملی افغانستان محافظت می‌شد.
در حین حمله، امین هنوز معتقد بود که اتحاد جماهیر شوروی در کنار اوست و به آجودان خود گفت: «شوروی‌ها به ما کمک می‌کنند». آجودان پاسخ داد که این شوروی است که به آنها حمله می‌کند. امین در ابتدا پاسخ داد که این یک دروغ است. پس از تلاش ناموفق برای تماس با رئیس ستاد کل، امین زمزمه کرد: «من حدس می‌زدم. همه اینها درست است». او به دست سربازان «تندر» زنده اسیر شد اما به دلیل قطع درمان برای مسمومیت، دچار تشنج شد و نیمه هوشیار بود. جزئیات دقیق درگذشت وی پس از این اتفاق هرگز توسط هیچ شاهد عینی تأیید نشده‌است. خبر رسمی درگذشت وی در رادیو کابل، همان‌طور که «نیویورک تایمز» در ۲۷ دسامبر ۱۹۷۹ گزارش داد به این شرح بود: «امین در دادگاه انقلابی به جرم جنایات علیه حکومت محکوم به اعدام شده بود و این حکم اجرا شده‌است.» یک داستان در آن زمان این بود که امین توسط محمدگلاب زوی وزیر سابق ارتباطات که توسط امین برکنار شده بود، کشته شد. گلاب زوی با دو وزیر سابق دیگر در جریان این حمله حضور داشت تا این ادعا که عملیات تحت کنترل افغانستان بود را تصدیق کند. گلاب زوی و وطنجار وزیر دفاع قبلی، بعداً مرگ وی را تأیید کردند. پسر امین مجروح شد و مدتی بعد درگذشت. دختر امین زخمی شد اما زنده ماند. ۳۴۸ سرباز افغان دیگر، از جمله ۳۰ تن از نگهبانان شخصی امین از قصر و محافظان ریاست جمهوری نیز در این درگیری‌ها جان باختند و بخشی از قصر در شعله‌های آتش سوخت. ۱۵۰ تن از ۱۸۰ محافظ قصر و ریاست جمهوری، که سرباز ارتش بودند، وقتی فهمیدند که نیروهای مهاجم از اتحاد جماهیر شوروی هستند، نه از یک واحد افغان، تسلیم شدند. در مجموع ۱۷۰۰ سرباز افغان تسلیم سربازان اتحاد جماهیر شوروی و زندانی شدند. قسمت اصلی این عملیات در ۴۰ دقیقه به پایان رسید.

## تلفات شوروی
در جریان حمله به تاج بیگ، ۵ افسر نیروهای ویژه کاگ‌ب، ۷ سرباز از «گردان مسلمان» و ۲ چترباز کشته شدند. فرمانده قرارگاه کاگ‌ب، سرهنگ بویارینوف نیز کشته شد. همه شرکت کنندگان بازمانده از نیروهای کاگ‌ب در این عملیات زخمی شدند. همچنین، پزشک ارتش شوروی، سرهنگ وی.پی. کوزنچنکوف که در حال معالجه امین بود، در اثر شلیک خودی در قصر کشته شد و پس از مرگ، به او نشان پرچم سرخ اعطا شد.

## خاطرات شرکت‌کنندگان در عملیات
به گفته اولگ بالاشوف، نفر دوم عملیات، مهاجمان توسط دو واحد نخبه آلفا و ویمپل هدایت می‌شدند (هر کدام شامل ۱۵–۲۰ نفر بودند). گروه آلفا، امین را هدف قرار داد و گروه ویمپل وظیفه جمع‌آوری مدارک مبنی بر همکاری امین با ایالات متحده را برعهده گرفت. هر دو گروه مخفیانه به افغانستان آورده و باه صورت مخفیانه به همراه گردان مسلمان وارد قصر شدند تا نیروهای افغانستانی تصور کنند که این عملیات توسط واحدهای محلی انجام شده‌است، در حالی که تقریباً همه کارها توسط آلفا و ویمپل انجام شد.
قبل از این عملیات، بالاشوف، تحت پوشش محافظ یک دیپلمات شوروی، منطقه را بررسی کرد. واحد او می‌دانست که آنها به استقبال مرگ می‌روند و از این بابت احساس ناراحتی می‌کردند - حدود ۸۰٪ از آنها اندکی پس از ترک وسایل نقلیه خود زخمی شدند، اما همچنان حمله را ادامه دادند. همان‌طور که بالاشوف انتظار داشت، نیروهای امین اولین و آخرین وسیله نقلیه را در کاروان شش نفره هدف قرار دادند. وی تیم ۵ نفره خود را در جلوی بی‌ام‌پی قرار داد و وقتی بی‌ام‌پی در اثر آتش سربازان امین بی‌حرکت شد، به آنها دستور داد بی‌ام‌پی را رها کنند و به سمت قصر فرار کنند. هر ۵ نفر به سرعت در اثر آتش شدید محافظان زخمی شدند اما توسط جلیقه‌های ضد گلوله و کلاه‌خود نجات یافتند.